# Cargo (2017)
Cargo ist ein australischer Horrorfilm, der auf dem gleichnamigen Kurzfilm basiert.

## Handlung
Eine beängstigende Pandemie breitet sich in der australischen Wildnis aus. Auf der Flucht in einem Hausboot versucht Andy mit seiner Frau und seiner kleinen Tochter Rosie zu überleben, doch langsam gehen ihnen die Nahrungsvorräte aus. Als sie auf das Wrack eines Segelbootes treffen, kann Andy schnell ein paar Lebensmittel ergattern. Seine Frau macht sich wenig später ebenfalls mit dem Beiboot auf den Weg dorthin, jedoch wird sie attackiert und infiziert sich mit dem Virus. Die Familie fährt an Land und reist mit einem Auto weiter. Als plötzlich ein Zombie auf der Straße steht, weicht Andy aus und fährt gegen einen Baum, der seine Frau auf dem Beifahrersitz ersticht. Er verliert das Bewusstsein. Als er wieder aufwacht, ist seine Frau ein Zombie und beißt ihn. Nun bleiben auch ihm noch 48 Stunden, um nach einem neuen Beschützer und Vormund für seine Tochter zu suchen.
Er trifft auf Etta, die seine Wunde versorgt und ihm ein Bett zur Verfügung stellt. Am nächsten Morgen zieht er weiter und hilft dem eingeklemmten Vic, sich zu befreien. Vic nimmt die beiden zu sich und Lorraine. Schon bald stellt sich heraus, dass Vic Menschen in Käfige schließt und damit Zombies anlockt, um sie zu erschießen und ihre Wertsachen an sich zu nehmen. Als sich Lorraine und Andy unterhalten, rastet Vic aus und schlägt Andy nieder. Dieser wacht nachts mit der Aborigine Thoomi an einer Kette in einem Käfig auf, zusammen können sie sich jedoch befreien und möchten mit Rosie und Lorraine vor Vic fliehen. Jedoch bemerkt dieser den Fluchtversuch und erschießt Lorraine aus Versehen. Die drei wollen nun zu einer Familie, die Andy zuvor am Fluss gesehen hat. Dort angekommen stellen sie fest, dass der Vater der Familie ebenfalls infiziert wurde und nun seine Familie und sich töten möchte. Wenig später tut er das.
Sie gehen weiter, bis sich Andy schließlich verwandelt. Thoomi und Rosie schnallen sich an seinem Rücken fest und lenken den Zombie mit einem Stück Fleisch, das an der Spitze eines Stocks befestigt ist. Sie treffen auf die anderen Aborigines, die Thoomi wiedergefunden haben und Rosie bei sich aufnehmen.

## Hintergrund
Gedreht wurde der Film in South Australia. Szenen entstanden dort unter anderem im Ikara-Flinderskette-Nationalpark und nahe der Kleinstadt Leigh Creek sowie in den Adelaide Studios in Adelaide. Die Bootsszenen wurden auf dem Murray River gedreht.
Der Film prämierte am 6. Oktober 2017 beim Adelaide Film Festival und kam am 17. Mai 2018 in die australischen Kinos. Am 18. Mai 2018 wurde er – mit Ausnahme Australiens – weltweit auf Netflix veröffentlicht. Er wurde Geoffrey Gurrumul Yunupingu, einem australischen Musiker, gewidmet, der 2017 starb.

## Nominierungen und Auszeichnungen
Cargo erhielt eine Nominierung für den Satellite Award in der Kategorie Beste Miniserie/Fernsehfilm. Ebenfalls gab es fünf Nominierungen für den AACTA Award, den angesehensten Preis in der australischen Film- und Fernsehindustrie (Best Film, Best Adapted Screenplay, Best Sound, Best Production Design, Best Hair and Makeup).
Als Auszeichnung erhielt der Film den AWGIE Award in der Kategorie Feature Film – Screenplay Adaptation.
Er wurde mit einem Tomatometer von 88 % auf Rotten Tomatoes gut wahrgenommen.